# Gianni Bertolotti
Gianni Bertolotti (nacido el 12 de febrero de 1950 en Milán, Italia)  es un exjugador italiano de baloncesto. Con 2.00 m de estatura, jugaba en el puesto de alero.

## Equipos
- 1971-1980 Virtus Bologna
- 1980-1981 Fortitudo Bologna
- 1981-1983 Pallacanestro Trieste
- 1983-1984 Virtus Roma
- 1984-1987 Pallacanestro Trieste

## Palmarés
- Euroliga: 1
Virtus Roma: 1983-84.
- LEGA: 3
Virtus Bologna: 1976, 1979, 1980.
- Copa Italia: 1
Virtus Bologna: 1974.